# Nowy Targ (gmina wiejska)
Nowy Targ – gmina wiejska w województwie małopolskim, w powiecie nowotarskim. W latach 1976–1998 gmina położona była w województwie nowosądeckim.
Siedzibą gminy jest miasto Nowy Targ.
Według danych z 31 stycznia 2018 roku, gminę zamieszkiwało 23 926 osób.

## Struktura powierzchni
Według danych z roku 2002 gmina Nowy Targ ma obszar 208,65 km², w tym:
- użytki rolne: 57%
- użytki leśne: 32%

Gmina stanowi 14,15% powierzchni powiatu.

## Demografia
Dane z 30 czerwca 2004:
| Opis                              | Ogółem | Ogółem | Kobiety | Kobiety | Mężczyźni | Mężczyźni |
| --------------------------------- | ------ | ------ | ------- | ------- | --------- | --------- |
| jednostka                         | osób   | %      | osób    | %       | osób      | %         |
| populacja                         | 21 889 | 100    | 11 011  | 50,3    | 10 878    | 49,7      |
| gęstość zaludnienia (mieszk./km²) | 104,9  | 104,9  | 52,8    | 52,8    | 52,1      | 52,1      |

Według Narodowego Spisu Powszechnego Ludności i Mieszkań 2002, gmina Nowy Targ jest gminą o największym udziale osób narodowości słowackiej w ogóle mieszkańców (3,26%) – głównie sołectwa Nowa Biała i Krempachy.

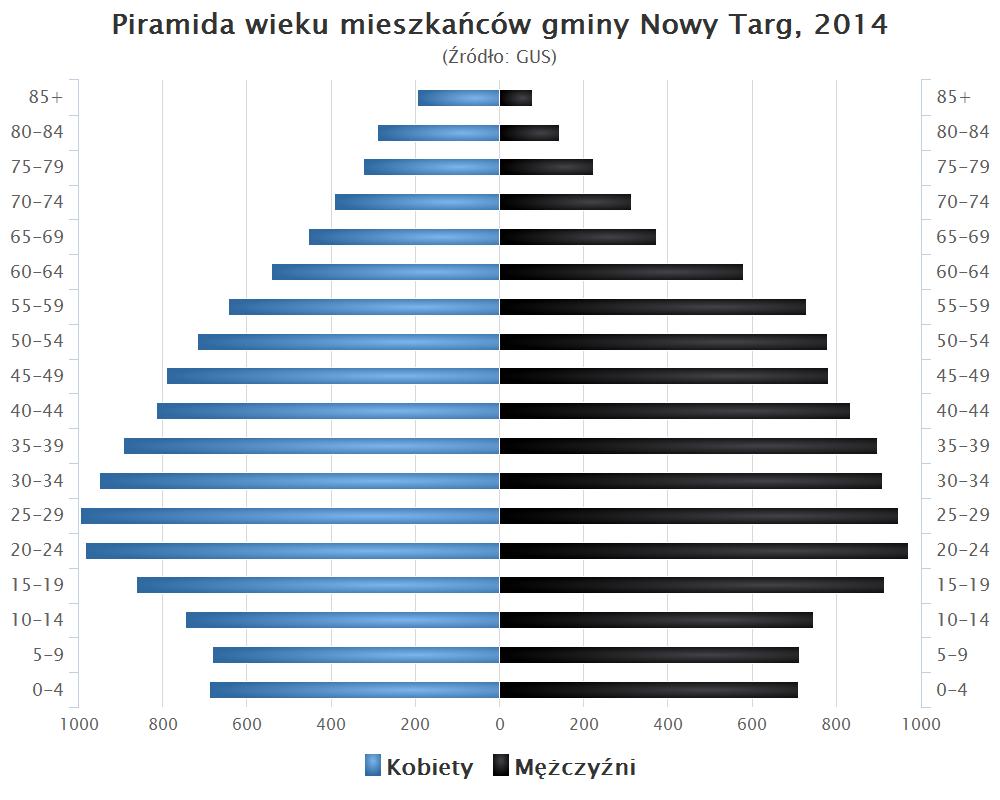
Piramida wieku mieszkańców gminy Nowy Targ w 2014 roku

## Sołectwa
Dębno, Długopole, Dursztyn, Gronków, Harklowa, Klikuszowa, Knurów, Krauszów, Krempachy, Lasek, Ludźmierz, Łopuszna, Morawczyna, Nowa Biała, Obidowa, Ostrowsko, Pyzówka, Rogoźnik, Szlembark, Trute, Waksmund.

## Wójtowie gminy Nowy Targ
- Jan Smarduch – 1990–2024
- Wiesław Parzygnat – od 2024[6]

## Sąsiednie gminy
Bukowina Tatrzańska, Czarny Dunajec, Czorsztyn, Łapsze Niżne, Niedźwiedź, Nowy Targ (miasto), Ochotnica Dolna, Raba Wyżna, Rabka-Zdrój, Szaflary, Szczawa